# رون توربين هوفمان
رون توربين هوفمان (بالألمانية: Ron-Thorben Hoffmann؛ مواليد 4 أبريل 1999) هو لاعب كرة قدم ألماني يلعب كحارس مرمى مع نادي بايرن ميونخ في الدوري الألماني الدرجة الأولى.

## وصلات خارجية
لا توجد روابط لمواقع التواصل الاجتماعي.

- رون توربين هوفمان على موقع الاتحاد الأوربي (الإنجليزية)
- رون توربين هوفمان على موقع إي إس بي إن إف سي (الإنجليزية)
- رون توربين هوفمان على موقع قاعدة بيانات كرة القدم.إي يو (الإنجليزية)
- رون توربين هوفمان على موقع Soccerbase.com (لاعب) (الإنجليزية)
- رون توربين هوفمان على موقع Soccerway.com (الإنجليزية)
- رون توربين هوفمان على موقع عالم كرة القدم.نت (الإنجليزية)
- رون توربين هوفمان على موقع AS.com (الإسبانية)